# Szon Szen
Szon Szen (khmerül: សុន សេន; Trà Vinh tartomány, 1930. június 12. – 1997. június 15.) Vörös Khmer politikus és katona volt. A Kambodzsai Kommunista Párt központi bizottságának és a Vörös Khmernek 1974-től 1992-ig volt tagja: ő felügyelte a párt biztonsági szerveit, így a Szantebalt és a hírhedt Tuol Szlenget is.
Szen házastársa Jun Jat volt, aki a párt oktatási és információs minisztere volt. Szon Szent családjával együtt Pol Pot parancsára végezték ki 1997 nyarán, belső tisztogatások során.